# Władisław Żłoba
Władisław Żłoba (ur. 2 marca 1982 roku w Homlu) – rosyjski siatkarz, grający na pozycji rozgrywającego. Od lutego 2020 roku występuje w drużynie Ural Ufa.

## Sukcesy klubowe
Puchar Challenge:
- 2013

Mistrzostwo Rosji:
- 2013